# 広島県特別支援学校一覧
広島県特別支援学校一覧（ひろしまけんとくべつしえんがっこういちらん）は、広島県の特別支援学校の一覧。

## 特別支援学校（知的障害、肢体不自由、病弱教育）
特記のないものは、知的障害者が対象。聴知併置校は、#特別支援学校（聴覚障害）に別記。

### 広島市
- 広島県立広島特別支援学校（知肢併置）
- 広島県立広島北特別支援学校
- 広島市立広島特別支援学校

### 呉市
- 広島県立呉特別支援学校
  - 広島県立呉特別支援学校江能分級（江田島市）

### 福山市
- 広島県立福山特別支援学校（肢体不自由者）
- 広島県立福山北特別支援学校
- 広島県立沼隈特別支援学校

### 東広島市
- 広島県立西条特別支援学校（肢体不自由者）
  - 広島県立西条特別支援学校八本松分級（肢体不自由者）
- 広島県立黒瀬特別支援学校
  - 広島県立黒瀬特別支援学校高等部…令和7年度より分離予定

### 廿日市市
- 広島県立廿日市特別支援学校
  - 広島県立廿日市特別支援学校阿品台分校

### 三原市
- 広島県立三原特別支援学校
  - 広島県立三原特別支援学校大崎分教室（大崎上島町）

### 庄原市
- 広島県立庄原特別支援学校
  - 広島県立庄原特別支援学校三次・粟屋分級

### 大竹市
- 広島県立広島西特別支援学校（病弱）

### 尾道市
- 広島県立尾道特別支援学校しまなみ分校

## 特別支援学校（視覚障害）

### 広島市
- 広島県立広島中央特別支援学校

## 特別支援学校（聴覚障害）

### 広島市
- 広島県立広島南特別支援学校

### 呉市
- 広島県立呉南特別支援学校（知的障害との併置校）

### 尾道市
- 広島県立尾道特別支援学校（知的障害との併置校）

## リンク
- 広島県教育委員会